# Свеча Яблочкова

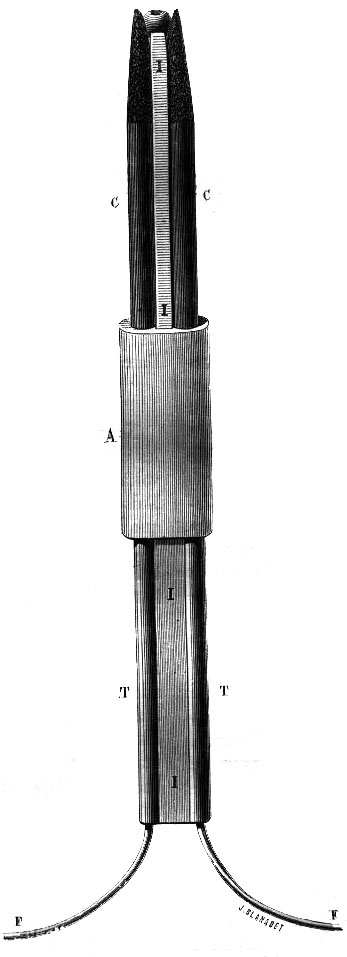
Свеча Яблочкова
A — асбестовый корпус для крепления в «подсвечнике», C — угольные электроды, F — провода, I — изолирующий материал, T — медные трубки в которые запрессованы электроды

Свеча Яблочкова — один из вариантов электрической угольной дуговой лампы, изобретённый Павлом Николаевичем Яблочковым в 1876 году (патент № 112024).

## История
В 1874 году П. Н. Яблочков взялся освещать электрическим светом путь Императорскому поезду и на деле ознакомился с неудобствами существовавших в то время регуляторов для вольтовой дуги. Он задумал разработать конструкцию дуговой лампы вовсе без регулятора, поскольку не верил в возможность создания совершенных регуляторов.
Впервые свеча Яблочкова была продемонстрирована на выставке учебных пособий в Лондоне в 1876 году, в 1877 — применена в Париже на avenue de l’Opéra, а окончательно изобретение признано на первой Международной электротехнической выставке в Париже в 1881 году. Свечи были закрыты глазурированными шарами из стекла, с 4 или 12 свечами, соединёнными последовательно.
Последовательная схема, в которой вдобавок каждый шар питался от своего электрогенератора, была дорогой и неудобной, и Яблочков изобрёл параллельную схему на переменном токе, генератор переменного тока собственной конструкции и трансформаторы.

## Устройство
Свеча Яблочкова состоит из двух угольных блоков, примерно 6 × 12 мм в сечении, разделённых изолирующим материалом (гипсом или каолином). На верхнем конце имеется перемычка из тонкой проволоки или угольной пасты. Конструкция закрепляется вертикально на изоляционном основании.
При подключении свечи к источнику тока предохранительная проволока на конце сгорает, поджигая дугу. Пламя дуги ярко светит, постепенно сжигая угли и испаряя изоляционный материал. Первые свечи питались переменным током от генератора Грамма.
При отключении от источника тока свеча гаснет, и её нельзя зажечь снова, так как электрического контакта между электродами больше нет. В таком случае необходимо заменить свечу новой. Позже этот недостаток был устранён — Яблочков стал подмешивать к изолирующей массе, которая разделяет электроды, порошки металлов. При отключении тока и при погасании свечи на торце изолирующей массы образуется полоска металла, и при повторной подаче электричества свеча вновь зажигается.
Добавками в изолирующую массу различных солей металлов Яблочков достигал изменения цвета пламени дуги.
Преимущество конструкции — отсутствие механизма, поддерживающего постоянное расстояние между электродами, сгорающими по мере горения дуги. Электродов хватало примерно на 1,5 часа, свеча стоила 20 коп.
Заметным недостатком электрической свечи является постоянное движение светящейся точки, что затрудняет устройство рефлекторов в светильниках.

## Галерея

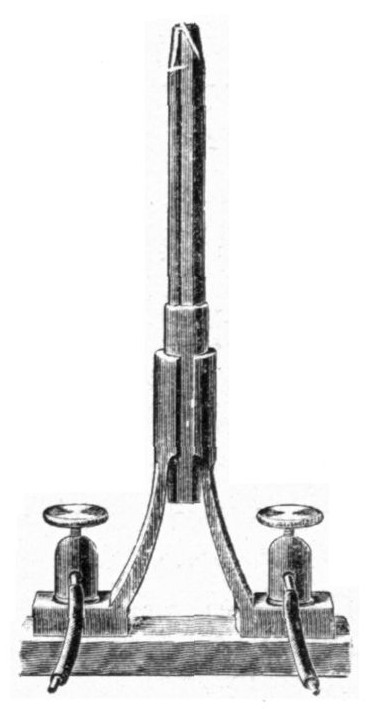
Свеча Яблочкова, 1876 г.
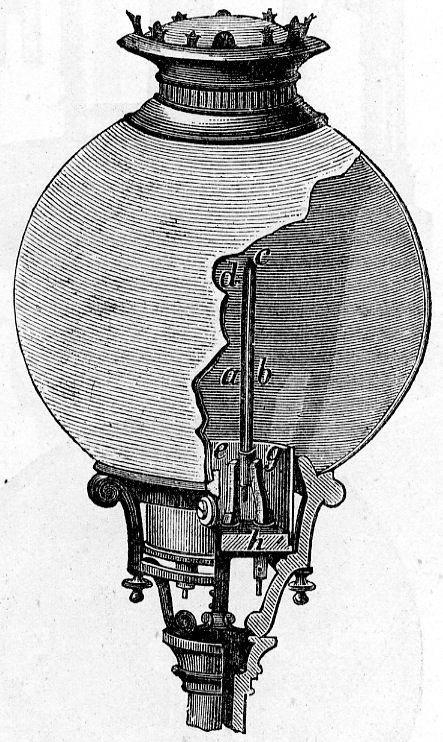
Свеча Яблочкова в светильнике.
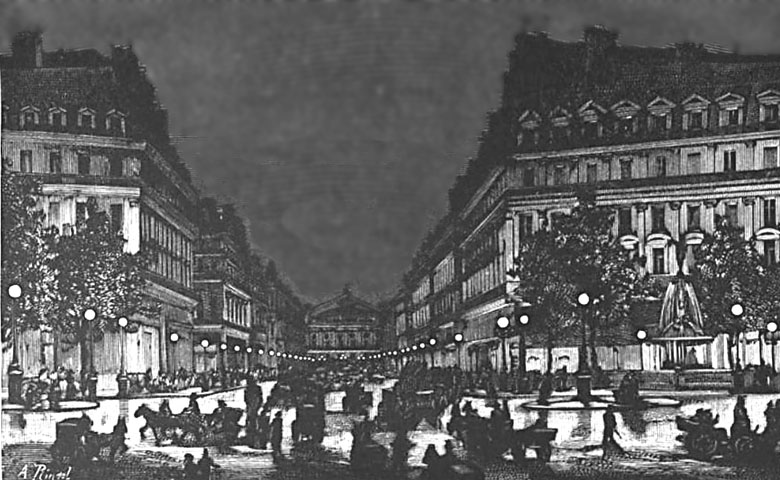
Свечи Яблочкова освещают Оперный проспект в Париже в рамках Всемирной выставки в 1878 году
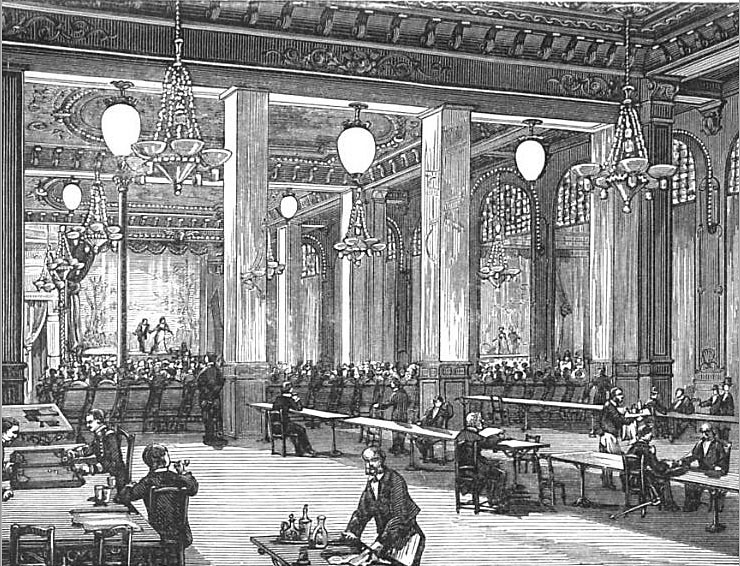
Свечи Яблочкова в Мюзик-холле на Площади Республики в Париже, ок. 1880 г.
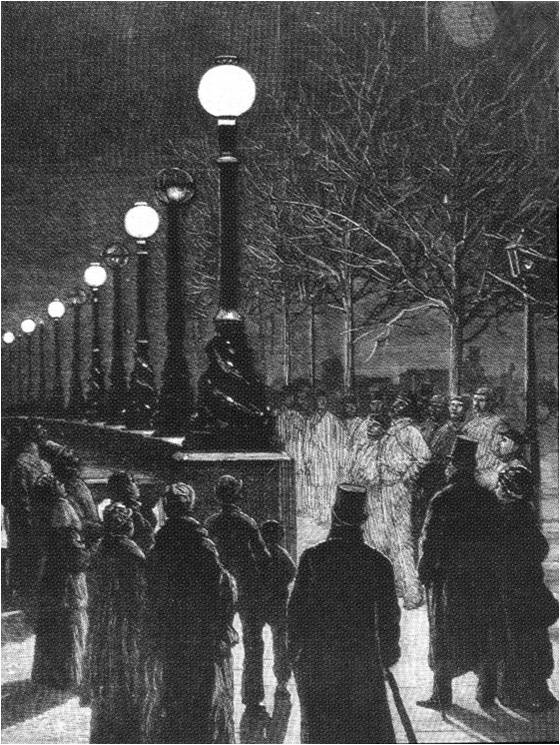
Свечи Яблочкова на Набережной Виктории в Лондоне, декабрь 1878 г.
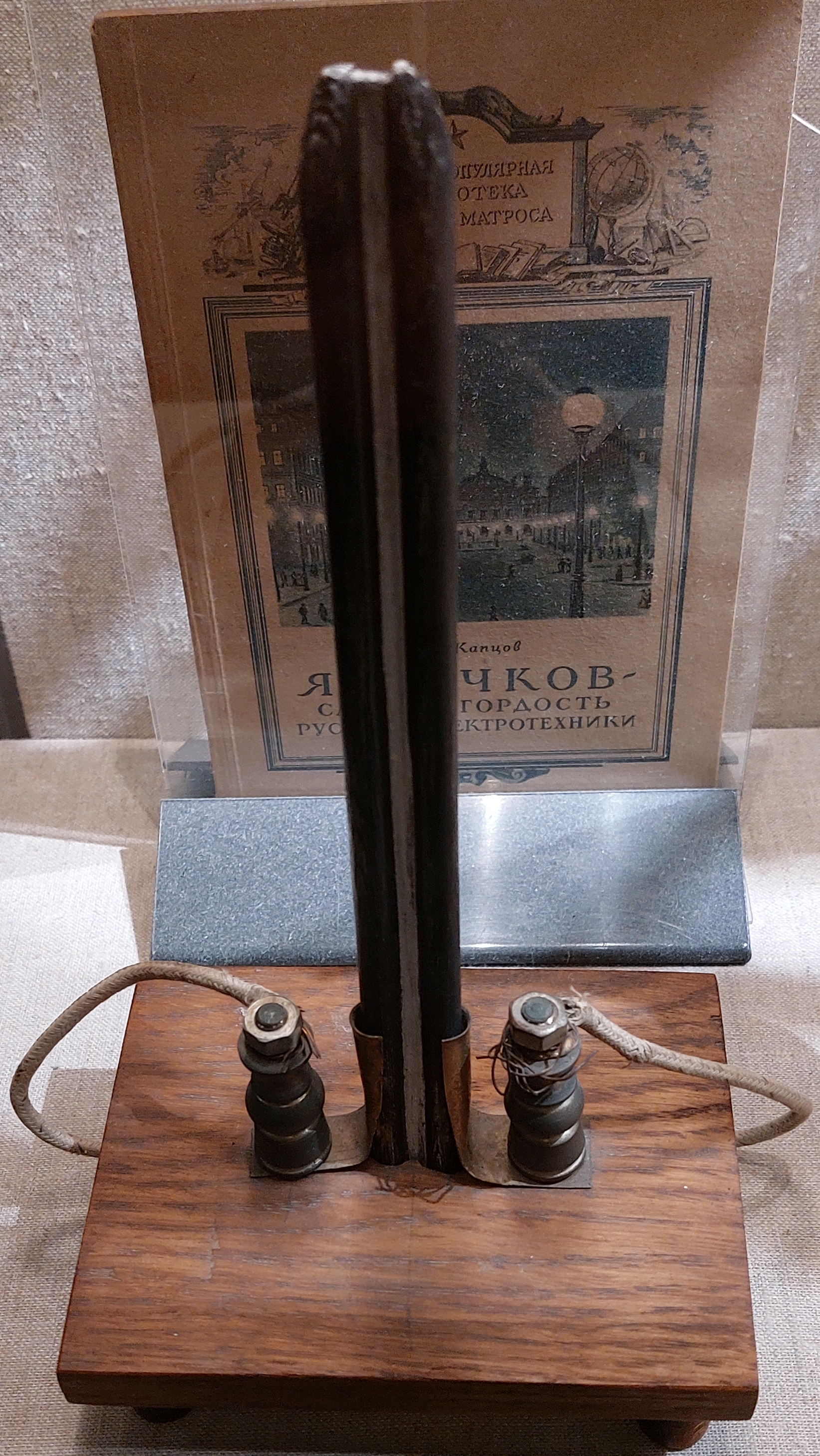
Макет электрической свечи Яблочкова